# 小美玉市立小川北義務教育学校
小美玉市立小川北義務教育学校（おみたましりつ おがわきたぎむきょういくがっこう）は茨城県小美玉市川戸に位置する公立義務教育学校。
場所は小川北中学校に新校舎を新設する形式となった。

## 沿革
- 2019年（令和元年）11月 - 校名案募集開始[4]。
- 2020年（令和2年）
  - 1月 - 校名を「小美玉市立小川北義務教育学校」に決定[4]。
  - 10月 - 新校舎建設着工[5]。
- 2022年（令和4年）
  - 3月31日 - 小美玉市立野田小学校、小美玉市立上吉影小学校、小美玉市立下吉影小学校、小美玉市立小川北中学校が閉校[3][4]。
  - 4月1日 - 上記の4校が合併し、開校。辞令交付式が行われた[4][6]。
  - 4月6日 - 開校式・新任式と最初の始業式挙行[6]。
  - 4月7日 - 第1回入学式挙行[6]。
- 2023年（令和5年）
  - 3月13日 - 第1回卒業式挙行。
  - 3月24日 - 最初の修了式挙行。
  - 3月31日 - 最初の離任式挙行。